# Mélantérite
La mélantérite est une espèce minérale composée de sulfate de fer heptahydraté, précisément le sulfate ferreux heptahydraté naturel, de formule chimique FeSO4· 7 H2O. C'est un minéral sulfaté secondaire qui se forme, dans la nature, par oxydation des sulfures de fer tels que pyrite, marcassite, pyrrhotite, chalcopyrite, arsénopyrite ou berthiérite sous l'action de l'oxygène de l'air en présence d'humidité. Les agrégats cristallins fragiles de densité 1,9, parfois en concrétions diverses ou en stalactites, sont le plus souvent gris sales, voire avec des nuances blanches, vertes, bleues, bleu-vert ou vert-bleu, ces dernières s'expliquant par des traces d'ions cuivreux, alors que les spécimens purs ou les plus propres sont incolores à blancs. 
La mélantérite est un indicateur de la présence possible d'acide sulfurique produit par l'oxydation des sulfures et ne doit pas être prise à main nue, ou inhalée lorsqu'elle est sous forme pulvérulente. Selon les anciens glycochimistes, elle possède un goût légèrement sucré, astringent et métallique.

## Historique de la description et appellations

### Inventeur et étymologie
Dioscorides en 50 apr. J.-C. est le premier à en faire mention écrite. Sa description moderne est due à René Just Haüy qui en 1801 la nomme fer sulfaté;  François Sulpice Beudant en 1832 lui donne le  nom de  mélanterie (du grec μελαντηρία, melanteria ou couperose). Le mot racine μελας mélas désigne déjà le sulfate de fer, tout comme son dérivé melanteria.
Ce n'est qu'en 1850 que le terme mélantérite sera définitivement arrêté par Haidinger.

### Topotype
Non référencé pour cette espèce.

### Synonymie
- couperose verte
- fer sulfaté (selon Haüy 1801)
- mélantérie (Beudant 1832)
- mélanthérite (Chapman, E.J. 1843)[6]
- vitriol vert(pour les Anciens chimistes)
- copperas (pour la mélantérite des mines de cuivre américaines)
- atrament (dans le scriptorium médiéval)

## Caractéristiques physico-chimiques
La mélantérite, exposée à l'air humide, tend à devenir blanc jaunâtre à opaque. Placée au soleil à des températures caniculaires, ou légèrement chauffée, elle se déshydrate en sidérotile FeSO4· 5 H2O qui appartient au groupe minéral de la chalcantite.

### Critères de détermination
FeIISO4 · 7 H2O est soluble dans l'eau : 15,65 g pour 100 g d'eau pure vers 0 °C, 32,8 g à 22 °C, 48,6 g à 50 °C...
Elle est soluble dans le méthanol, soit 15,6 g pour 100 g de méthanol pur à 18 °C. Par contre, le minéral est insoluble dans l'éthanol et quasi-insoluble dans l'alcool à 95°.
Un chauffage prolongé à l'étuve à 90 °C de la mélantérite permet d'obtenir facilement le sulfate du fer II monohydraté FeSO4· H2O, par la perte de 6 molécules d'eau. Le sulfate ferreux anhydre FeSO4 n'apparaît complètement qu'à 300 °C.

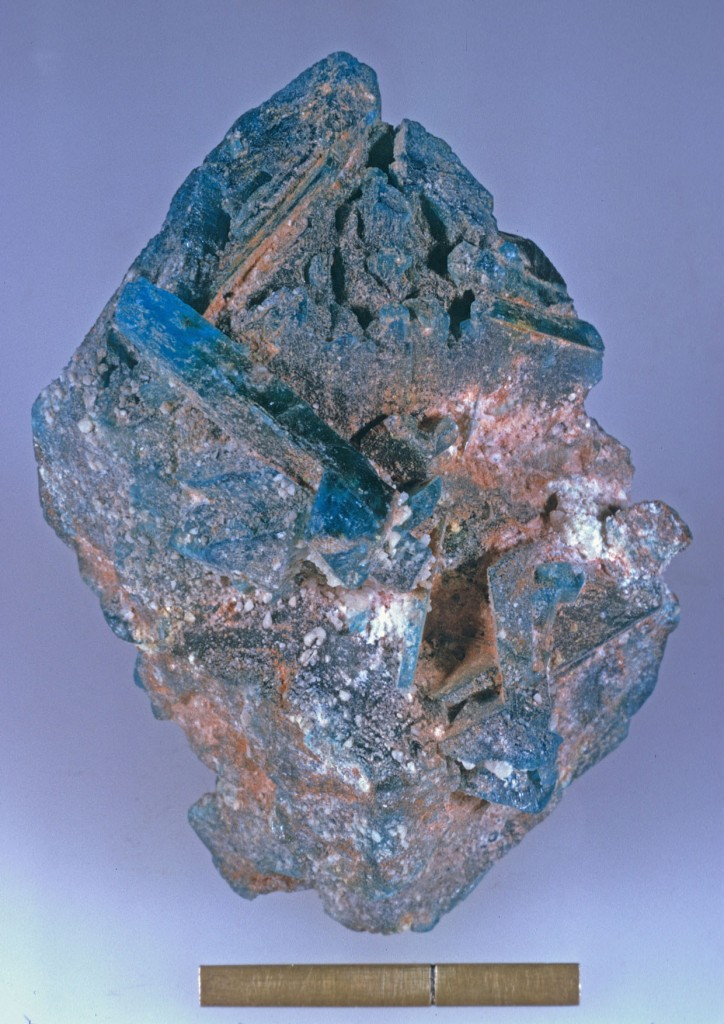
Pisanite des mines de cuivre de Chuquicamata, Calama, Antofagasta, Chili

### Variétés et mélanges
- pisanite : variété cuprifère de mélantérite de formule (Fe, Cu)SO4 · 7 H2O. Décrite par Alfred Kenngott en 1860   dédié au minéralogiste et marchand de minéraux Félix Pisani (28 avril 1831 Constantinople, Turquie - 7 novembre 1920 Paris)[7].

Synonyme de pisanite
chalcitris
chalcite
mélantérite cuprifère
- cuprokirovite : variété cuprifère de kirovite de formule (Fe,Mg,Cu)SO4 · 7 H2O. Contenant 3,36 % MgO et 3,18 % CuO. Décrite par Vertushkov (1939) à Smolnik baňa, Smolnické rudné pole en Slovaquie.

Synonyme de cuprokirovite
cuprojarošite
- kirovite : variété magnésienne de mélantérite décrite par Vertushkov en 1939, à Smolnik baňa, Smolnické rudné pole en Slovaquie[8], de formule (Fe,Mg,)SO4 · 7 H2O.

Synonyme de kirovite
jarošite (yarroshite, yarroschite) selon Kokta 1937. Attention à la confusion avec la jarosite, un sulfate basique mixte de fer et de potassium de formule générique KFe3(SO4)2(OH)6.
mélantérite magnésifère
- luckite : variété manganésifère de mélantérite décrite par Carnot en 1879[10], de formule (Fe,Mn)SO4 · 7 H2O. Le terme dérive de la localité type de « the Lucky Boy » Mine, Butterfield Canyon, Salt Lake County, Utah, États-Unis.

Synonyme de luckite
luckyite
mélantérite manganésifère
- sommairite : variété zincifère de mélantérite de formule (Fe,Zn)SO4 · 7 H2O.

### Cristallochimie

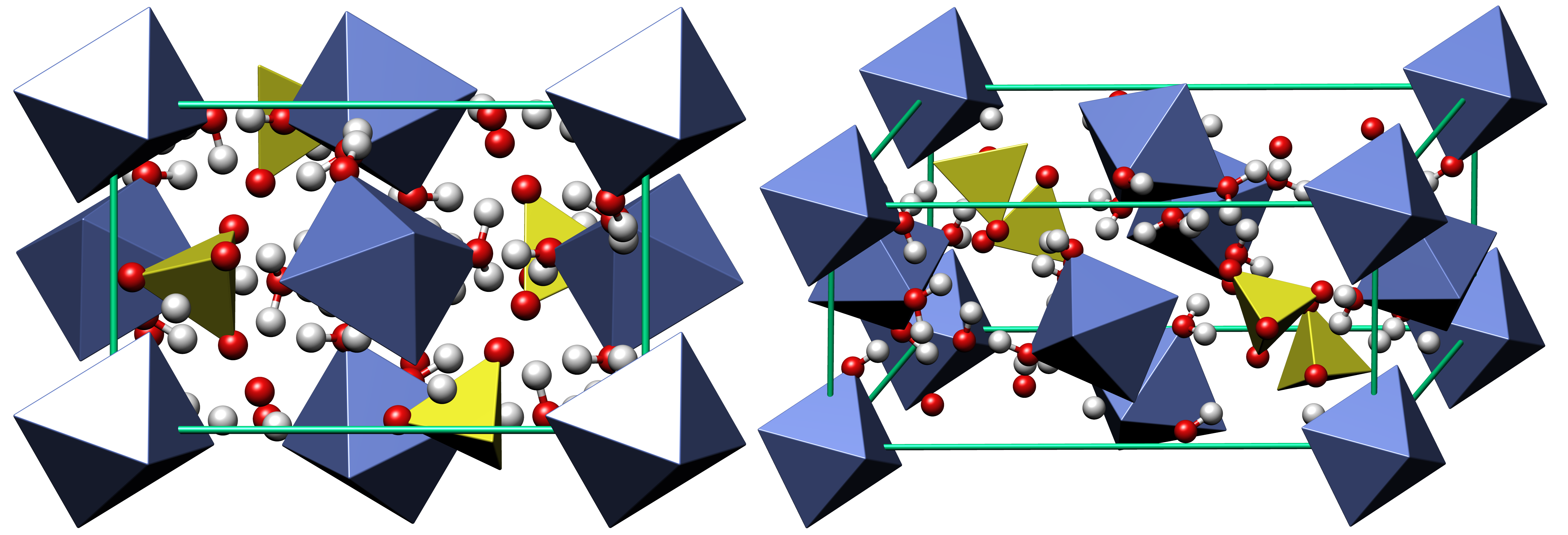
Structure cristalline de la mélantérite : oxygène rouge, hydrogène gris-blanc, soufre encagé de vert, ion fer encagé de bleu...

La mélantérite sert de chef de file à un groupe de six sulfates heptahydratés monocliniques, en l'incluant, qui ont la même structure de base que la mélantérite mais avec substitution parfois spécifique des ions fer par des ions manganèse, cobalt, cuivre ou zinc.
Le groupe de la mélantérite
- Biebérite (sulfate de cobalt heptahydraté, CoSO4 · 7 H2O)
- Boothite (sulfate de cuivre heptahydraté, CuSO4 · 7 H2O)
- Mallardite (sulfate de manganèse heptahydraté, MnSO4 · 7 H2O)
- Zinc-mélantérite (sulfate de zinc, cuivre et fer heptahydraté, (Zn,Cu,Fe)SO4 · 7 H2O)
- Alpersite (sulfate de magnésium et de cuivre heptahydraté, (Mg,Cu)SO4 · 7 H2O)

### Cristallographie
- Elle cristallise dans le système monoclinique.
- Paramètres de la maille conventionnelle : a = 14,11, b = 6,51, c = 11,02, Z = 4 ; bêta = 105,25° V = 976,61
- Densité calculée = 1,89

### Propriétés physiques
HabitusElle se présente le plus souvent sous forme de petits cristaux n'excédant pas 2 mm, mais peut aussi exister sous forme de plus gros cristaux. Les formes cristallines sont variées : prismes courts, cristaux tabulaires, pseudo-rhomboèdres, pseudo-octaèdres, formes fibreuses, aciculaires. Les cristaux s'agencent en agrégats grenus, efflorescences, encroûtements ou masses stalactitiques et concrétionnées.

## Gîtes et gisements

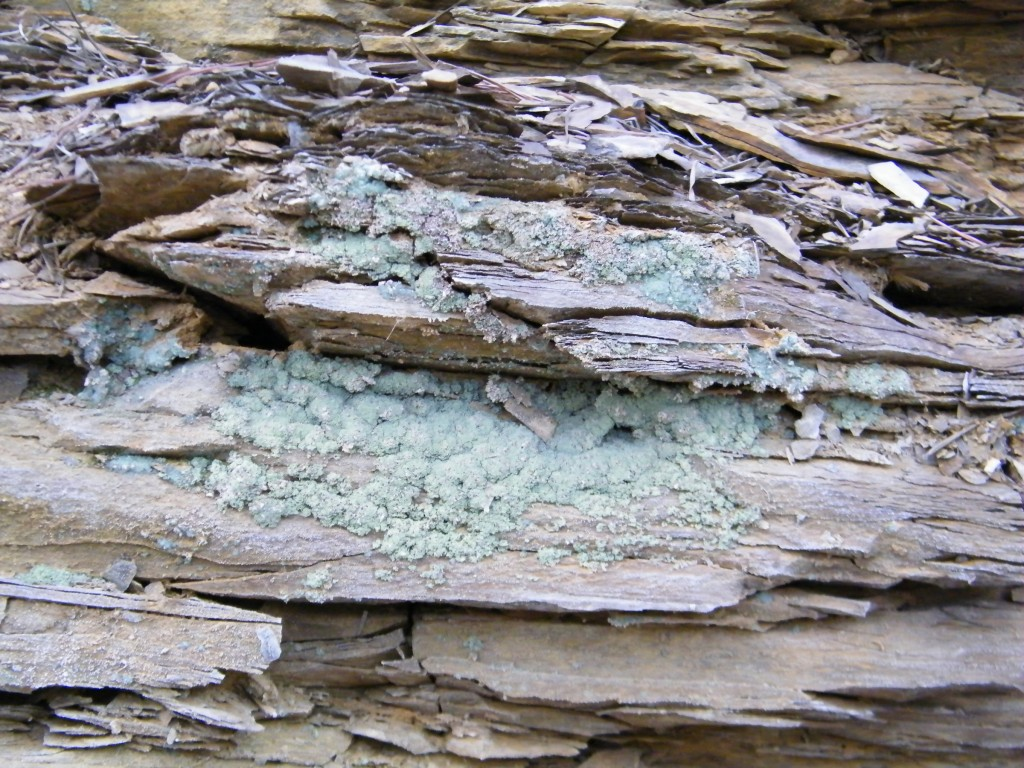
Efflorescence et encroûtement de mélantérite bleutée sur feuillets de roche argileuse shale, Copperas Mountain, comté de Ross, Ohio

Il s'agit d'un minerai secondaire, issu le plus souvent de la dégradation des différents sulfates de fer dans les zones d'oxydation. Il peut aussi être récupéré parmi les dépôts de sublimation des fumerolles.
Son remaniement par érosion et son transport différentiel le transforme ipso facto en minéral ou roche évaporites rémanents des milieux arides. La sidérotile, son produit de déshydratation, se retrouve surtout en surface.

### Gîtologie et minéraux associés
GîtologieElle se rencontre dans les crevasses ou cavités des roches sédimentaires et métamorphiques sulfurées et oxydées ainsi que dans le charbon et le lignite (roches carbonées qui contiennent très souvent de la marcassite altérable) mis en contact avec l'air. Elle se forme rapidement sur les murs, les voûtes et les structures de soutènement des galeries de mines dans lesquelles se trouvent des sulfures de fer récemment exposés à l'oxygène de l'air en conditions humides à la suite des travaux d'excavation de la mine. Par exemple, elle se retrouve très souvent fixée sur les vieux bois de mines, qui ont servi de poutres de soutènement. Elle s'amasse sur certaines parois de galerie.
Minéraux associés
chalcanthite, epsomite, pickeringite, halotrichite, pisanite, et autres sulfates.

## Gisements remarquables
- Allemagne

Rammelsberg
- Espagne

les mines de Rio Tinto
- États-Unis

Ducktown, Tennessee ; Dakota du Sud ; Colorado ; Bigham Canyon, Utah ; Comstock Lode, Nevada ; Butte, Montana ; différentes mines de l'Arizona et enfin quelques régions de Californie.

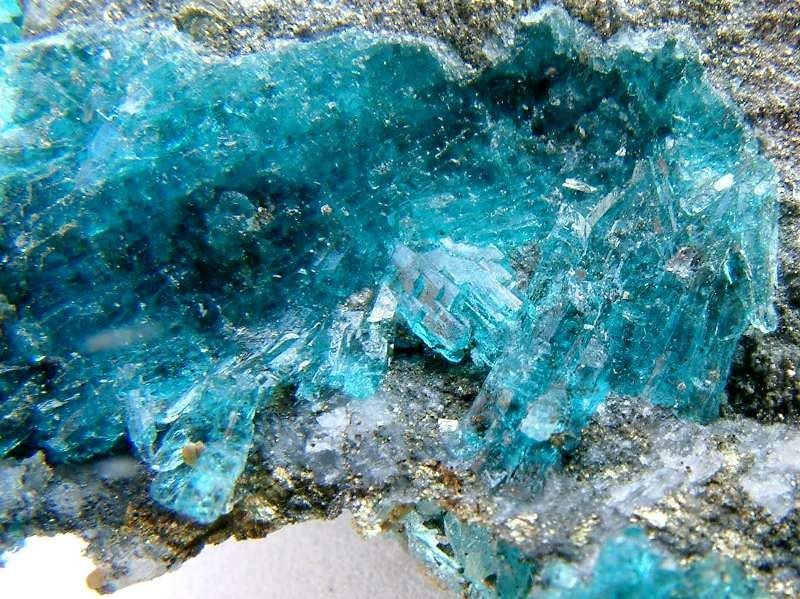
Mélantérite légèrement cuprifère bleue, probable en mélange avec la pisanite, Mine des monts Parys, île d'Anglesey

- France

Mine de Salsigne, Aude
- Italie
- Russie
- Suède

Falun
- Tchéquie

## Usage
Le sulfate de fer s'emploie en milieu aqueux pour purifier les encres. Il était utilisé autrefois pour la fabrication finale d'encres ferro-galliques. Le bois de chêne, équivalent du tan à haute teneur en tanins, trempé dans l'eau, permettait d'obtenir une eau concentrée après évaporation en tanins, qui donnait après ajout d'atrament (sel ferreux hydraté ou mélantérite) de l'encre violette très foncée, dite encre noire selon les codes couleurs de l'époque médiévale.
La mélantérite est également employée comme coagulant, puisque le sulfate ferreux favorise les dépôts colloïdaux. Par exemple, dans l'industrie des eaux pour la purification de l'eau.
Il s'agit aussi d'un engrais, notamment pour lutter contre les carences en fer ou chlorose.